# Maison des Têtes de Toulon
Pour les articles homonymes, voir Maison des Têtes.
La maison des Têtes, à Toulon, était un immeuble de cinq étages, bâti au XVIIIe siècle et situé sur la place à l'Huile. Elle était ainsi nommée en raison des mascarons en bronze qui ornaient les linteaux des fenêtres.
Le 15 février 1989, en début d'après-midi, une explosion, qui fut ressentie dans toute la ville, détruisit l'immeuble, tuant treize personnes et faisant une quarantaine de blessés. La Justice conclura que l'explosion est due au gaz mais des témoignages et analyses vont à l'encontre de cette conclusion, l'hypothèse d'une explosion par explosif, peut-être celui d'un missile dévié de sa trajectoire lors de manœuvres au large de Toulon, est aussi avancée. Plus de trente ans après les faits, des familles de victimes et des médias mettent toujours en doute la version officielle. 

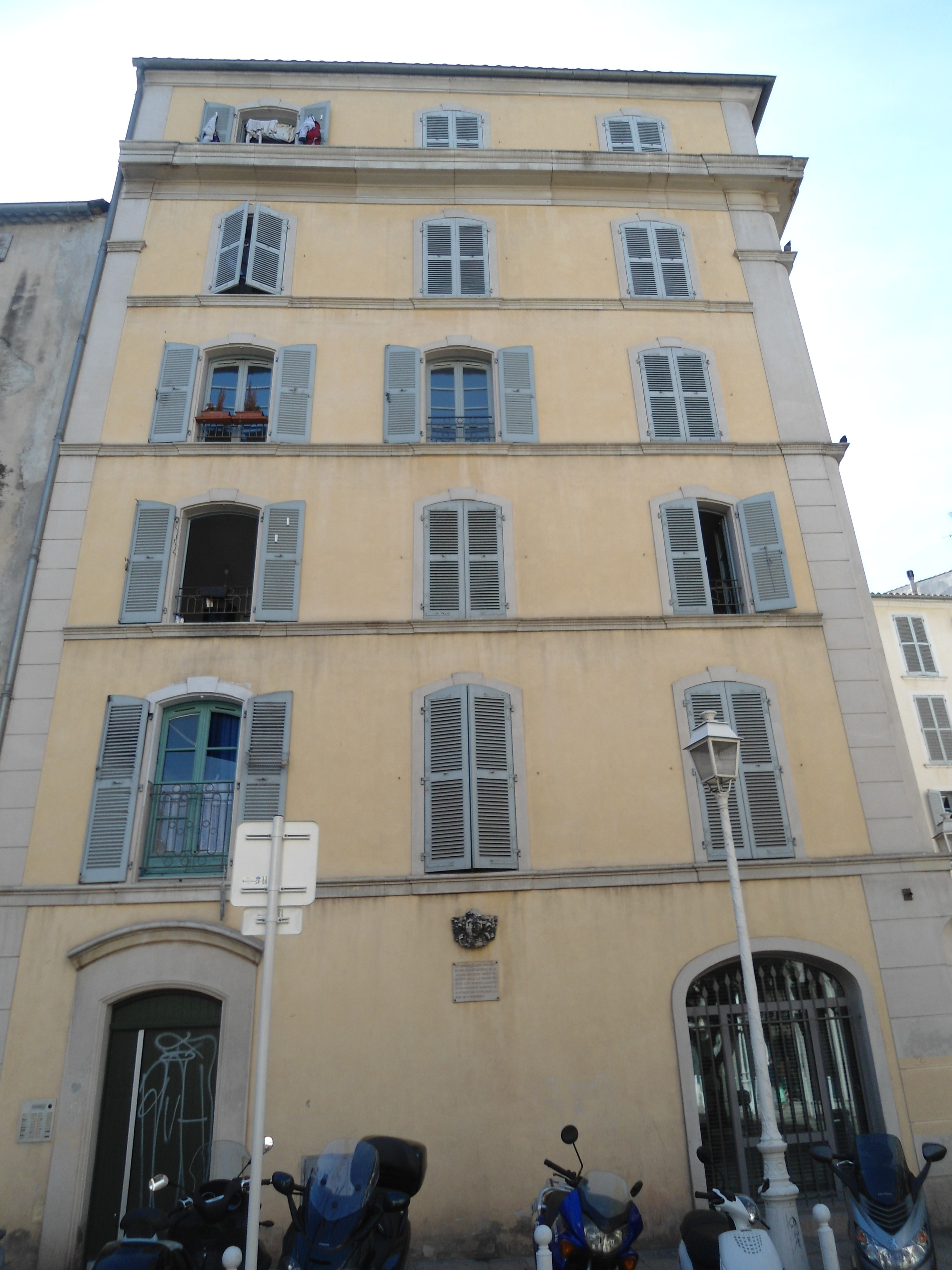
Bâtiment actuel construit à l'emplacement de la Maison des têtes avec inclusion de certaines clefs de voûte.

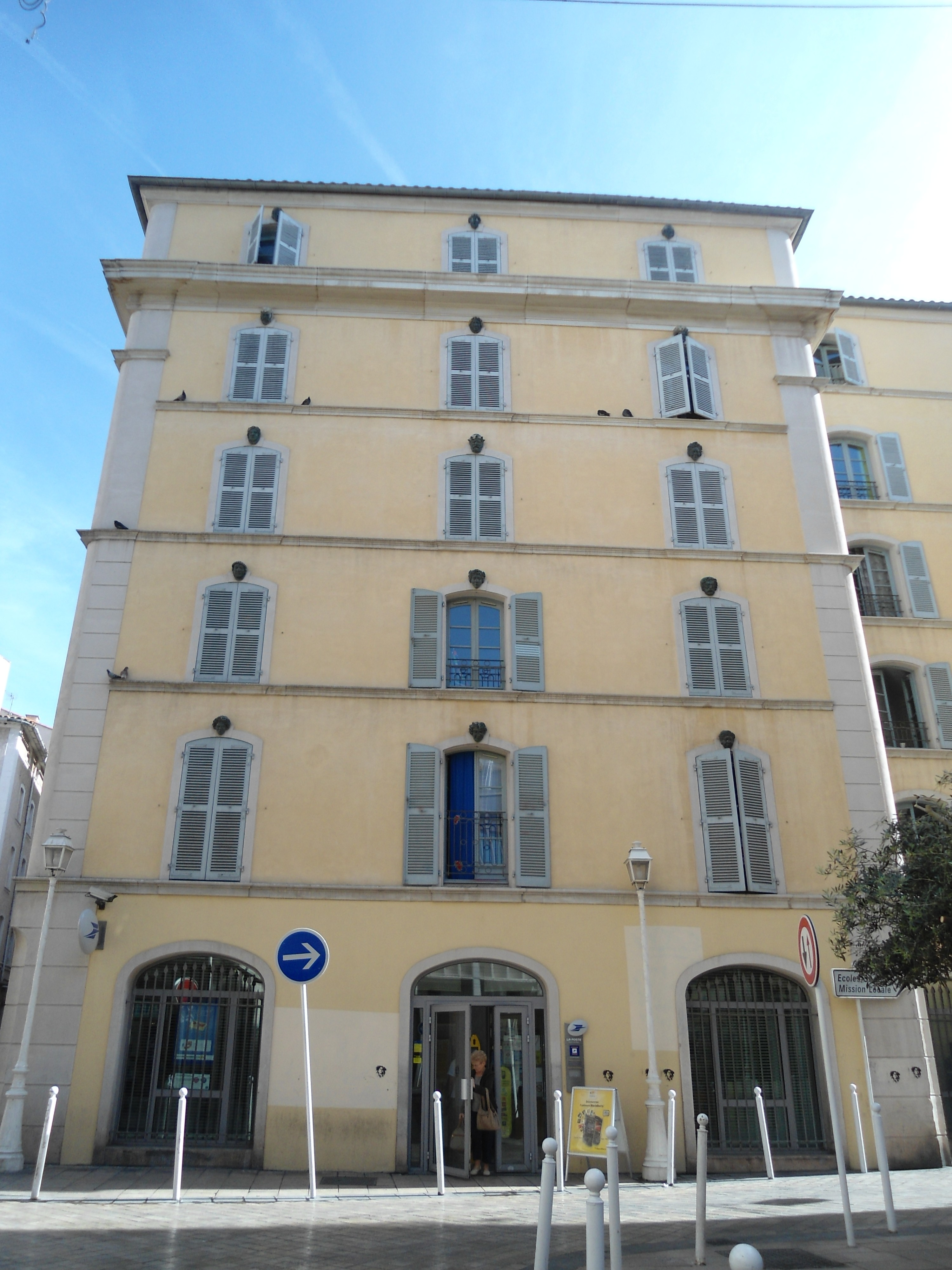
Façade du batiment actuel, coté place à l'Huile

## L'explosion
Le mercredi 15 février 1989 à 14h26, une explosion détruit quasi intégralement les cinq étages de la maison des Têtes, un immeuble situé à l'angle de la  place à l'Huile et de la place de la Poissonnerie, dans le vieux centre-ville de Toulon, derrière la mairie et à une centaine de mètres du port de plaisance. Des pierres et débris sont projetés sur plus de 50 mètres et font éclater les vitres et les vitrines des environs. 
Des quatorze occupants de l'immeuble, un seul en sort vivant, Wulfran Dherment, employé dans le laboratoire dentaire qui occupait le premier étage de l'immeuble, 32 autres personnes sont blessées dont certaines grièvement.

## Hypothèses et enquête

### Les premiers jours
Une enquête est ouverte immédiatement après l'accident. La première cause envisagée est une fuite de gaz ou un suicide par gaz. Le maire de Toulon, François Trucy, et le préfet du Var, Charles-Noël Hardy, quelques heures après l'explosion font des déclarations dans ce sens. 
Le lendemain dans l'après-midi, Janine Quicke, attachée au laboratoire de police scientifique de Marseille, se rend sur place. On lui déconseille l'accès au chantier jugé dangereux, elle analysera donc des prélèvements effectués sur place par les pompiers et d'autres indices récupérés dans la décharge où il « n'a pas été possible de procéder à toutes les mesures conservatoires dans l'urgence du déblaiement dans la recherche de victimes ».
Deux jours plus tard, le 17 février, les médias annoncent que l'explosion est bien due au gaz.

### Enquête judiciaire
L'experte de la police scientifique dépose ses conclusions un an plus tard, le 6 février 1990. Elle dit qu'il s'agit d' « une explosion très vraisemblablement due au gaz » qui s'est produite au troisième étage, après l'étude des impacts de débris sur les immeubles environnants. Elle suggère que cette explosion a été provoquée « peut-être par un tuyau de gazinière arraché ou largement fendu ». Elle affirme qu'en revanche « la recherche des substances explosives est demeurée totalement négative, éliminant la possibilité de l'emploi d'un engin explosif. ».
L'explosion se serait produite dans l'appartement d'Annette Wazerstein, une adjudante-chef à la retraite. L'enquête judiciaire établit qu'elle était dépressive, l'autopsie de son corps révèle des brûlures caractéristiques d'une explosion au gaz.
La thèse du suicide est appuyée par le fait que le compteur à gaz de l'appartement, récupéré dans les décombres, indique que les occupants ont consommé 43 m3 de gaz de plus qu'à leur habitude[réf. nécessaire].
Pierre Lhomer, l'expert mandaté par la juge d'instruction, Michèle Cutajar, est moins catégorique. Ce spécialiste des sinistres par explosion, criminels ou domestiques, souligne le mois suivant l'accident, le 16 mars 1989 « les difficultés résultant de la disparition de certains indices qui auraient pu être recueillis immédiatement, notamment des vêtements, généralement susceptibles de fournir d'utiles indications sur la nature de l'explosion ». Il constate bien des traces de combustion au 3e étage près d'appareils sanitaires mais dans l'appartement voisin de celui de Mme Waserstein et il n'exclut pas qu'elles soient dues à des travaux de plomberie antérieurs. Il écarte toute explosion d'origine ménagère ou professionnelle dans le laboratoire de prothèse dentaire du 1er étage. Dans son rapport de conclusions du 19 février 1991, il n'exclut pas une déflagration initiale provenant de l'appartement de Mme Waserstein mais précise « qu'il est impossible d'écarter théoriquement l'explosion d'explosifs. »
Les familles des victimes, qui se sont constituées en association, « regrettent les mauvaises conditions d'expertise et [sont] troublées par trop de contradictions ». Ayant fait faire une expertise privée en décembre 1991 qui trouve des « résidus de charge pyrotechniques » à différents endroits et sur des objets, elles demandent une troisième expertise. Celle-ci est refusée par la juge d'instruction, en janvier 1992, qui dit « que les éléments contenus dans l'expertise privée étaient insuffisants pour la justifier ». La Marine nationale ne sera jamais officiellement interrogée.
L'enquête officielle conclut à une explosion provoquée par une fuite de gaz ou par un suicide au gaz avec comme origine « un tuyau de gazinière arraché ou largement fendu ». L'affaire est classée 5 ans plus tard, en 1994 et la justice prononce un non lieu. Ce non lieu est confirmé en appel l'année suivante. Les familles des victimes se pourvoient en cassation, sans succès.

### Contre-enquête et théorie du «missile fou»
Cette version officielle ne convainc pas les familles des victimes. La locataire du troisième étage, Annette Wazerstein, âgée 62 ans, n'était pas dépressive d'après sa famille et ses proches. Personne n'a senti d'odeur de gaz mais les témoins, dont l'unique survivant de l'immeuble Wulfran Dherment, évoquent par contre une « odeur de poudre ». Les agents de Gaz de France n'ont pas constaté d'incendie. Le doute se renforce quand les familles demandent à récupérer les vêtements de leurs proches et où, après hésitations, on les informe qu'ils ont été incinérés par erreur. 
Les familles des victimes décident donc de lancer une contre-enquête. Parmi les éléments trouvés lors de celle-ci,  il y a  des faits nouveaux comme la gazinière de l'habitante du 3e étage, à l'origine de l'émission de gaz selon l'enquête officielle, qui n'a jamais été retrouvée, des proches de Mme Wazerstein ne se souvenant pas de la présence d'une gazinière dans son appartement. Les décombres sont évacués vers la décharge aux Bonnes Herbes, vers Châteauvallon, à Ollioules alors qu'ils auraient dû être évacués normalement vers le site de Lagoubran plus proche, et ont été recouverts de terre. Les familles de victimes y retrouveront des effets personnels de leurs proches, mêlés à cette terre.
Les familles font appel à un expert, un ancien de la police scientifique, Loïc Le Ribault. Sur les plaies du rescapé du premier étage, il trouve des traces de titane, un métal rare que personne n'utilisait dans l'immeuble. Des prélèvements sur les décombres révèlent aussi des traces de tungstène, métal entrant dans la composition d'explosifs.
Il y aussi les témoignages d'habitants du quartier et de victimes affirmant avoir vu un flash lumineux et entendu un bruit sifflant avant l'explosion,,,, le survivant de l'immeuble parlant lui d'un « flash gigantesque » qui l'a ébloui. 
Malgré les démentis de la Marine nationale, l'hypothèse d'un missile qui aurait dévié de sa trajectoire prend corps et les familles demandent que cette piste soit étudiée . 
En 1992, France 3 Méditerranée fait appel à un expert en balistique qui va examiner les décombres de l'immeuble. Il déclare alors « missile ou attentat tout est possible mais je peux vous certifier que ce n'est pas une explosion au gaz ».
Au moment de l'explosion, le 15 février 1989, une opération militaire amphibie franco-américaine du nom de Phinia avait lieu  L'opération se déroulait au large de Toulon autour du porte-avions Foch, du 9 au 14 février. Y participaient aussi le navire américain USS Austin, ainsi que  11 hélicoptères français  (2 Super Frelon, 5 Lynx, 4 Alouette). 

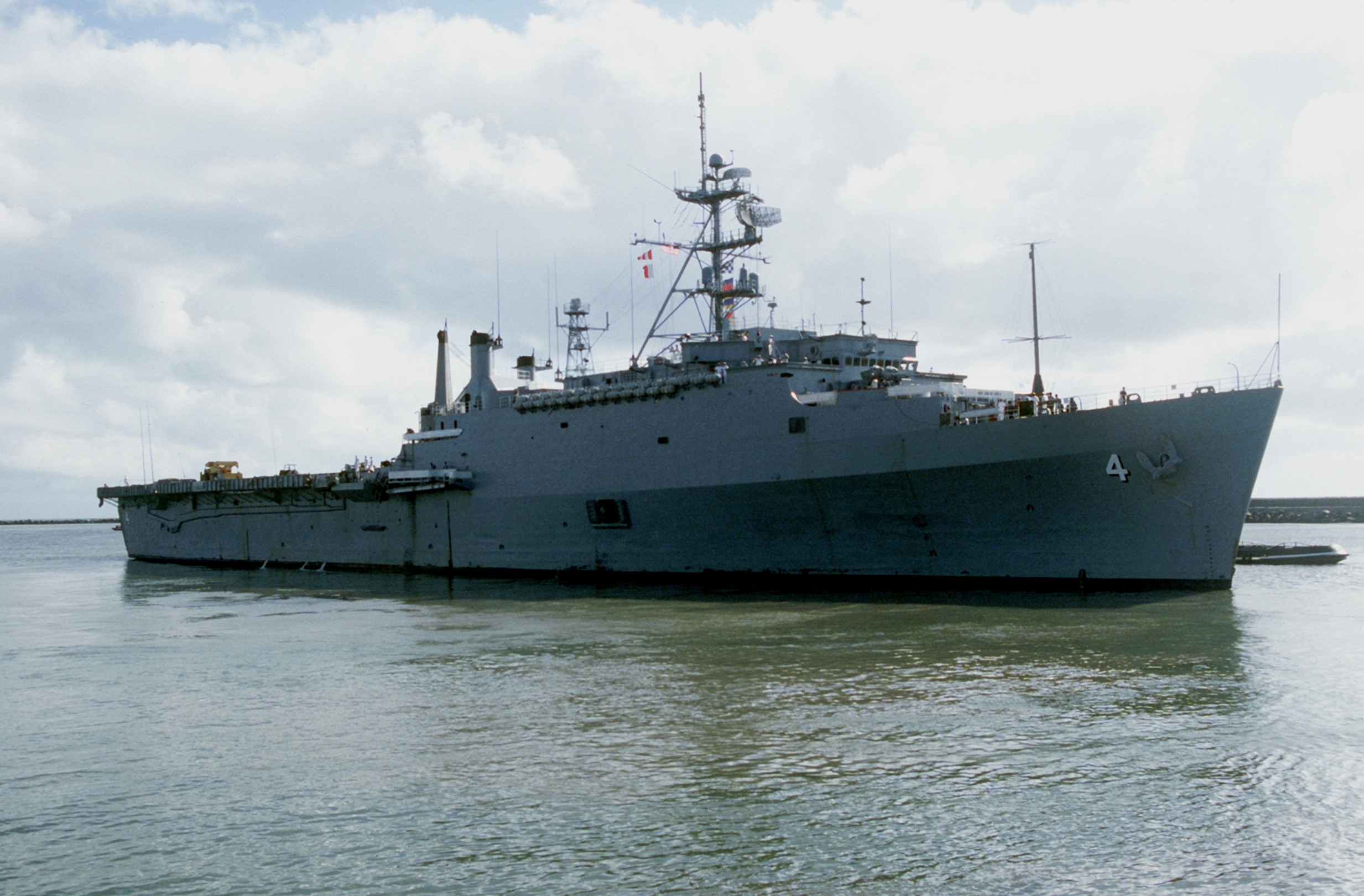
L' était présent dans la rade de Toulon, le 15 février 1989.

L'USS Austin était arrivé à Toulon le 1er février. Transport de chalands de débarquement, il possède un pont d'envol réservé à des hélicoptères de transport. Il n'est pas équipé de lance-missiles mais de Mark 27, un canon anti-aérien pouvant tirer un obus équipé d'une fusée de proximité. Il quittera Toulon le jour même de l'explosion pour un déplacement prévu en Israël.
La proximité du centre d'essai de lancement de missiles  sur l'île du Levant est également évoquée. Des engins y étaient en expérimentation à cette époque.

## Tentatives pour relancer l'enquête

### Premières enquêtes
Le 10 octobre 1991, dans le journal La Truffe, le journaliste Fabrice Nicolino signe un premier article intitulé "L'immeuble ne s'est pas suicidé". Il y explique pourquoi le gaz ne peut être responsable du drame. Tous les témoins ont senti une odeur de poudre. En quelques heures, tous les décombres de l'immeuble sont dispersés dans une décharge. D'autres pièces importantes ont disparu. Dans le numéro de La Truffe des 11, 12 et 13 octobre 1991, il  recueille des témoignages précis qui indiquent que quelque chose s'est passé au-dehors de l'immeuble avant toute explosion. La thèse d'une bavure militaire est exposée. En avril 1992, le même journaliste publie une longue enquête dans le numéro 177 du journal Politis. Il y expose que madame Waserstein n'était pas suicidaire, et qu'une explosion au gaz est exclue pour des raisons techniques. Les vêtements de certaines victimes ont disparu. Le survivant Wulfran Dherment s'exprime longuement.

### Nouvelles analyses de 2012
Fin 2012, l'association des familles des victimes fait procéder à une nouvelle analyse sur des prélèvements qu'ils avaient conservés. Y sont découverts des particules d'aluminium, de baryum, de cobalt mais surtout une grande quantité d'éclats de tungstène, un métal lourd que l'on ne trouve que très rarement mais qui entre dans la composition de nombreux explosifs. L'expertise conclut qu'« un engin explosif de type indéterminé est à l'origine ou a participé à la destruction de la "Maison des têtes" ».

### Le livre de Max Clanet
En 2014, le journaliste d'investigation Max Clanet publie une enquête de cinq ans dans son livre Blessures de guerre : comment l'explosion de la maison des Têtes de Toulon a été étouffée pour raison d'État, préfacé par Patrick Poivre d'Arvor. Parlant d'une « manipulation d'État », il soutient la théorie d'un « missile fou » sur la base de son enquête appuyée par le fait que certaines informations ont depuis été classées définitivement secret défense, c'est-à-dire qu'elles ne pourront pas être consultées ni divulguées avant 2089.
Dans les minutes qui suivent l'explosion, une alerte au gaz est déclenchée, qui contraint les sauveteurs à évacuer les lieux et ce alors que toutes les arrivées de gaz ont été fermées. Max Clanet dit avoir visionné un film tourné peu après l'explosion où l'on voit six hommes portant des mallettes qui franchissent le cordon de sécurité pour monter sur les décombres et indique qu'« entre 15 h 15 et 15 h 45, il se passe des choses très bizarres sur place ».
Interrogé par Le Monde, Jean-Pierre Chevènement, ministre de la Défense au moment des faits, indiqua que « la justice a conclu à une explosion au gaz. Si ce livre conteste cela, encore faut-il qu'il apporte des preuves ! »

### Les demandes auprès du président Hollande
En 2014, l'association des victimes des familles confie une lettre et le dossier de Max Clanet à Roger Alfonsi, ancien candidat socialiste à la mairie de Toulon et proche du président de la République, François Hollande qu'il s'engage à lui remettre personnellement. Selon Alfonsi « les familles n'ont pas obtenu d'explications cohérentes. [il] ignore quelle est la vérité. Certains faits sont troublants. »
En 2015, Danielle de March-Waller, ancienne député européenne communiste et conseillère municipale d’opposition au moment de l'explosion et qui avait été présente sur le site quelques minutes après l'explosion, écrit au président de la République François Hollande pour demander la levée du secret Défense,,,, expliquant qu'il y a trop de zones d'ombres dans ce dossier. La cheffe de cabinet du président de la République répondra que celui-ci a fait suivre la demande à Christiane Taubira, ministre de la Justice.

## Reconstruction et souvenir

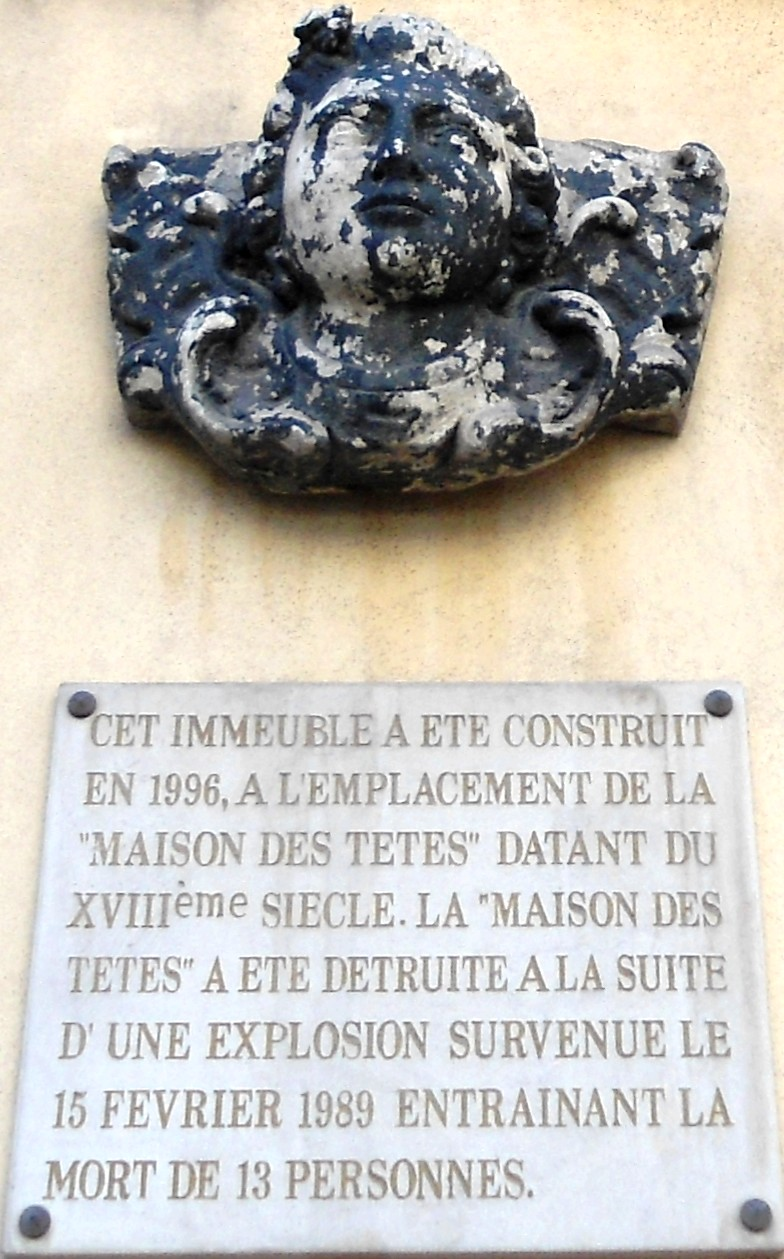
Plaque commémorative sur le nouvel immeuble

En 1994, la justice autorise le déblaiement des ruines. Un nouvel immeuble est reconstruit à la place de la Maison des têtes. Il reprend des mascarons sur l'une de ses façades.
En 1995, une plaque commémorative est apposée rappelant les 13 morts et mentionnant juste « une explosion » sans en donner la cause. Chaque 15 février, les familles des victimes y organisent une cérémonie.